# イム・ヒョンジュ
イム・ヒョンジュ（朝: 임 형주、林 亨柱、 Lim Hyung-Joo、1986年5月7日 - ）は、大韓民国（韓国）の男性歌手。世界的なポペラ・テナーである。

## 来歴・主な公演歴
1998年、12歳で初のシングル盤と記念アルバムを発表し、当時の音楽界の大きな注目を受けて韓国でデビューした。以来、 2003年のポペラ・テナーとしてデビューしており、同年2月25日、韓国第16代盧武鉉大統領の就任式にて歴代最年少で愛国歌を披露し、大きな反響を起こした。また2003年にニューヨークのカーネギーホールで世界の男性の声楽家・史上最年少 の年齢で海外で初の独唱会を催行。その公演は全席完売を記録し、大きな成功を収めている。その後、リンカーンセンターアリスタリーホール、ロサンゼルスのハリウッドボウル、ロンドン、パリ、アムステルダム、ザルツブルク、東京（東京国際フォーラム）、台湾・ローカル記念館などで公演を行った。また、ベルリン交響楽団、ウィーン交響楽団、チェコ交響楽団、東京フィルハーモニー管弦楽団、ニュージャージーフィルハーモニー管弦楽団、ザルツブルクソリストステント、台湾チェンバーアンサンブル等の海外のオーケストラをはじめ、ソウル市立交響楽団、コリアン交響楽団、ユーラシアンフィルハーモニー管弦楽団、KBS交響楽団などの韓国のオーケストラと共演した。

## Friends Of Love The Earth
- 松任谷由実が、2005年9月23日に愛・地球博長久手会場内EXPOドームで、愛・地球博の閉幕コンサートとして開催した『YUMING Love The Earth Final』（このコンサートでは、松任谷由実の曲が唄われた）で共演したアジア各国のアーティスト4人によりFriends Of Love The Earthを結成。その中のメンバーとして参加した。

### メンバー
- 松任谷由実（日本）
- Dick Lee（ディック・リー、シンガポール）
- Xu Ke（許可、シュイ・クー、中国）
- amin（アミン、阿敏、中国）
- Lim Hyung-Joo（イム・ヒョンジュ、임형주、林亨柱、韓国）
- このコンサートで、5人のコラボレーションであるYUMING Love The Earth Finalのテーマソング『Smile again』（松任谷由実書き下ろし曲）が発表され、この曲は9月14日にモバイル先行配信、9月28日にPC配信による発売が開始された。
  - 2006年2月15日にCDシングル（『虹の下のどしゃ降りで』のカップリング曲）として発売されたが、当初はCDとして一般のCDショップでの発売は考えられていなかった。その大きな理由としては、CDでの発売より、パソコン等による配信のほうがアジアの人々に入手してもらえると云う想定があったからである。
  - 2005年の「iTunes Music Store」年間アルバムチャート1位、2006年1月18日付の全国有線放送ランキングチャート1位を獲得。
- 2005年10月21日、『僕らの音楽2』に出演。
- 2005年12月31日、『第56回NHK紅白歌合戦』に上海のホテル「和平飯店」屋上から生出演。
  - 中継車の電波範囲の問題で黄浦公園からの中継も検討されたが、中国政府の許可が降りず断念。場所を変更して披露した。
  - 瞬間最高視聴率42.5%（関東地区）の高視聴率を獲得した。
- CDシングル発売（2006年2月15日）

## その他の社会活動
2010年現在、歌手の 趙容弼らと一緒に2011年大邱世界陸上選手権大会の広報大使、ソウル、CO2医者の名誉広報委員（環境部門広報委員）とソウル特別市中区広報大使、京郷新聞社の時事週刊誌“ニュースメーカー”（Weekly傾向）の最年少諮問委員、ワールドビジョンの広報大使、カトリック大学ソウル聖母病院の広報大使、コリアンポストチャンバーオーケストラの音楽監督、アトゥウォン文化財団理事などで活動している。

## 学歴
- ソウル新龍山初等學校（朝鮮語版）卒業
- イェウォン芸術中学校声楽科首席卒業[10]
- アメリカ・ジュリアード音楽院予備学校声楽科の審査委員の合意合格[10]
- イタリア・フィレンツェサンフェリーチェ音楽院声楽科在学

## 受賞歴
2000年
- 第1回CBS全国音楽コンクール1等 [11]

2001〜2002年
- 第5回全国青少年音楽コンクール1等
- 第12回音楽誌、全国学生音楽コンクール1等
- 豫園コンサート声楽と初共演
- Casual Classic奨学会のコンクール声楽部分の優勝と奨学金[12][13]
- イェウォンハクギョ声楽と実技首席と音楽功労賞[14]

2003年
- アメリカのUSO協会最年少の名誉勲章 [15]

2004年
- アメリカの場合は、花協会（CCI）を選定、今年のアジアのアーティストとのメインモデル[16]

2005年
- SONY BMG 本社ゴールデンディスク[17]
- 韓国教育開発院の調査『我が国の中高校生が最も会いたいと思う有名人』に盧武鉉、李健煕、安哲秀らと共に選定[18]
- ネチズン選定『大韓民国を代表する美しい30人』の芸術/ハクスルイン部門のチョスミ、アンドレキムなどと共に選定[19]

- 12月31日　韓国のクラシックアーティストとしては初めて日本のNHK紅白歌合戦へユーミンこと松任谷由実と“Friend of Love the Earth”のメンバーと出場。「Smile again」を歌唱した。[20]

2007年
- ユネスコ韓国委員会の調査『青少年が尊敬する100人の文化/芸術部門でのチョスミ、チョンミョンフン、李文烈などと一緒に選定[21]

2009年
- 韓国観光公社選定 “韓国を代表する人物100人” に選出[22]

2010年
- UN『平和のメダル』、韓国人初・歴代最年少受賞[23]